# Azet (związek chemiczny)
Azet – organiczny związek chemiczny należący do nienasyconych związków heterocyklicznych. Azet zbudowany jest z czteroatomowego pierścienia, w skład którego wchodzą trzy atomy węgla, oraz jeden atomu azotu, który jest w pierścieniu heteroatomem.
Ze względu na występowanie w cząsteczce dwóch wiązań podwójnych, azet sam w sobie jest związkiem bardzo reaktywnym, który szybko dimeryzuje nawet w niskich temperaturach. W celu zapobieżenia dimeryzacji, syntezuje się pochodne azetu zawierające grupy powodujące zawadę przestrzeną. Przykładem takiego związku jest tri(tertbutylo)azet, który można otrzymać z
tri(tertbutylo)cyklopropenyloazydku: